# Cratere Dokka
Dokka  è un cratere sulla superficie di Marte.